# لای، ولز
لای (به انگلیسی: Llay) یک منطقهٔ مسکونی در بریتانیا است که در شهرستان مستقل ورکسام واقع شده‌است. لای ۴٬۸۱۴ نفر جمعیت دارد.